# Eugen Rochko

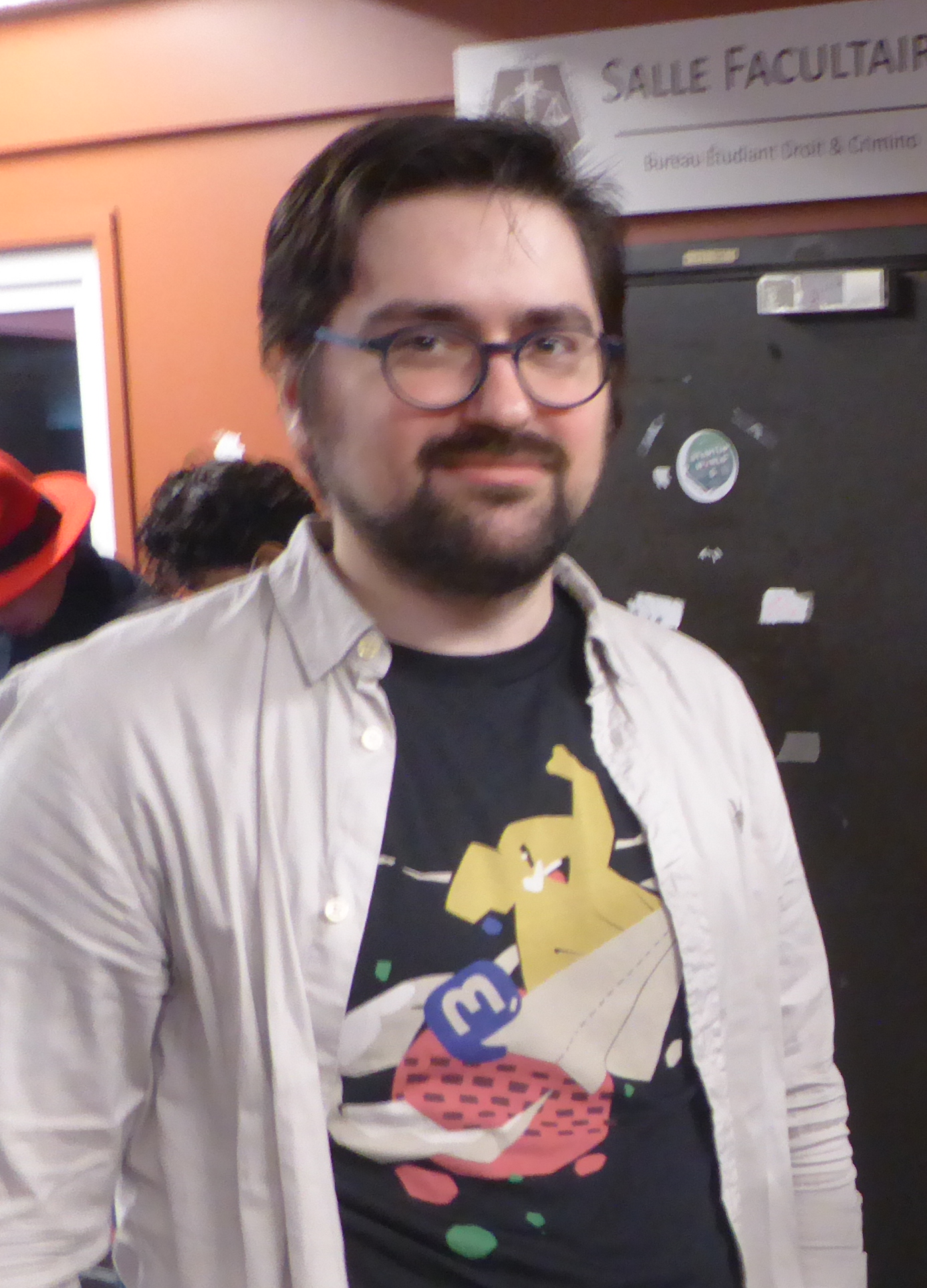
Eugen Rochko, 2024

Eugen Rochko (* 22. Januar 1993 in Russland, russisch: Jewgeni Rotschko) ist ein deutscher Software-Entwickler. Er wurde durch die Entwicklung des verteilten Mikrobloggingdienstes Mastodon bekannt. Er leitet das in Jena gegründete Unternehmen Mastodon gGmbH in Berlin.
Rochko wuchs in einer jüdischen Familie in Russland auf und kam im Alter von elf Jahren nach Deutschland. Er war während seiner Schulzeit am Jenaer Angergymnasium auf Netzwerken wie MySpace, SchülerVZ, Facebook, Twitter oder ICQ aktiv. Anfang 2016 begann Rochko, an der Software Mastodon zu arbeiten. Er veröffentlichte sie Anfang Oktober 2016, nachdem er sein Studium der Informatik an der Friedrich-Schiller-Universität Jena abgeschlossen hatte. Anfangs, im April 2017, musste er den Dienst zeitweise schließen, weil die Nutzerzahlen zu stark stiegen, als Twitter die Darstellung leicht geändert hatte. Später begann er, für Mastodon als Erster das ActivityPub-Protokoll im großen Stil zu implementieren („used at scale“).
2019 verdiente Rochko einen Teil seines Lebensunterhalts mit Mastodon, indem viele Fans ihn über Patreon unterstützten.  Im Januar 2025 wurde angekündigt, dass Rochko das Eigentum an Mastodon inklusive wichtiger Komponenten wie Name und Urheberrechte an eine europäische Non-Profit-Organisation übertragen möchte.